# Ῡ̆
Cette page contient des caractères spéciaux ou non latins. S’ils s’affichent mal (▯, ?, etc.), consultez la page d’aide Unicode.
Upsilon macron brève (capitale Ῡ̆, minuscule ῡ̆) est une lettre de l’alphabet grec utilisée pour le grec ancien en particulier lorsque la quantité de longueur de syllabe est indiquée.

## Utilisation
L’upsilon macron brève est utilisé pour noter un upsilon qui peut être long ou court, notamment dans certains dictionnaires.